# Furulund, Visby

Furulund är ett bostadsområde i Visbys östra delar.
I samband med byggnationen av järnvägen mellan Visby och Hemse 1877-1878 blev Gotlands järnvägar ägare till marken invid järnvägen, och sålde då mark i anslutning till spåret till sina anställda. Vid Furulund uppfördes då små egnahemshus med trädgårdar för arbetare vid järnvägen, och snart slog sig även andra arbetare ned i stadsdelen som då låg i Visbys utkanter. Under 1940-talet kom flera trädgårdsmästare att etablera sig i stadsdelen. De ursprungligen stora tomterna har senare styckats av och många nyare villor har tillkommit. 1960 lades järnvägen ned och järnvägsbanken är idag omgjord till cykelbana.